# Sound (Berliner Diskothek)

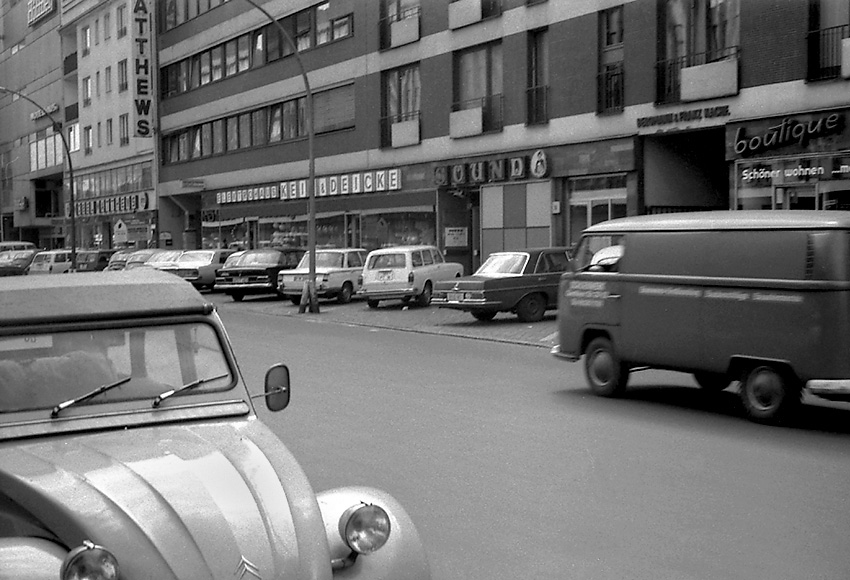
Die unspektakuläre Außenansicht des Sound, Blickrichtung zur Kurfürstenstraße, Juni 1974

Sound (englisch Geräusch, Klang, Laut), auch in der Schreibung S.O.U.N.D., war der Name einer Berliner Diskothek, die sich in den 1970er und 1980er Jahren als seinerzeit „modernste Diskothek Europas“ bezeichnete und es aufgrund der Technik, zumindest in den 1970er Jahren, auch war. So gab es um 1975 bereits unter anderem einen vierfarbigen Laserprojektor, eine Nebelmaschine, ein professionelles Videoaufzeichnungsgerät und an der Tanzfläche umgebaute Farbfernseher (Farb-TVs gab es erst seit 1967), auf denen die gerade gespielte Musik wie auf einem Oszilloskop dargestellt wurde. Der Stempel, den man am Einlass bekam, war nur unter Schwarzlicht sichtbar.

## Geschichte

### 1970er Jahre
Das erstmalige Eröffnungsdatum der Diskothek, die sich in der Genthiner Straße 26 im damaligen Bezirk Tiergarten befand, ist nicht bekannt, aber am 15. Juni 1967 war ein Auftritt der UK Rockband The Creation.
Pächter von 1969 bis 1971 war Herbert von Ramm. Damals trug sie den Namen CENTRUM 2000. Wegen des Drogenproblems innerhalb der Diskothek gründete der Folgepächter einen Drogenhilfeverein. Trotzdem konnte die Schließung des CENTRUM 2000 im April 1972 nicht verhindert werden. Unter dem Namen S.O.U.N.D. konnte dann allerdings eine Wiedereröffnung erreicht werden. Die Diskothek befand sich in einem Teil einer umgebauten Tiefgarage, der Eingang, Mitschnittraum, Toiletten und Videotechnik auf Höhe der Genthiner Straße, und war täglich ab 19 Uhr geöffnet. Später gab es auf der Straßenebene noch das Café am Park. Man gelangte über eine breite Treppe in die Diskothek.
In der Diskothek wurde Progressive Rock und auch viel experimentelle Musik gespielt. Neben aktueller Musik traten auch Musiker und Gruppen live auf, beispielsweise die walisische Rockband Man zur Jahresparty am 6. Juni 1974.
Im Sound bestand nicht nur die Möglichkeit, nach der Musik zu tanzen, sondern auch Mitschnitte davon zu machen. Hierzu gab es einen Raum mit Stromanschlüssen und Aufnahmebuchsen, die Anschlüsse ermöglichten es den Besuchern, die von den DJs gespielte Musik auf Tonbändern bzw. Kassetten mitzuschneiden. Der DJ legte die Cover der laufenden Musik in eine Box, die mittels Videokamera das Bild auf einen Monitor übertrug, somit musste niemand die DJs nach der laufenden Schallplatte fragen, das Bild wurde zudem in den Aufnahmeraum übertragen.
Die Diskothek verfügte über ein kleines Kino, in dem aktuelle und auch Klassiker-Kinofilme gezeigt wurden, in einem Videoraum konnte man auf Monitoren die damals aktuellen TV-Programme und Videoaufzeichnungen sehen. Gegen eine geringe Pfandgebühr waren die dazugehörigen Kopfhörer zu leihen. Zum kurzzeitigen Entspannen zogen sich die Besucher in die Tee- bzw. Weinstube zurück, gegen den Hunger gab es in einem Bistro Snacks und komplette Mahlzeiten.
In Berlin gehörten Mitte der 1970er Jahre die bunten, großformatigen Sound-Plakate, die einen Mund vor einem strahlenförmigen Regenbogenmuster zeigten, zum Straßenbild.

### Drogenszene
Der Grad der Popularität wurde durch das Buch Wir Kinder vom Bahnhof Zoo von Christiane F. gesteigert. Sie wurde weltbekannt durch ihren Drogenkonsum. Christiane F. war eine regelmäßige Sound-Besucherin.
Um zu verhindern, dass die Diskothek wegen Drogenkonsums und -handels geschlossen würde, wurden eine Zeit lang nur nichtalkoholische Getränke ausgeschenkt (Milchbar-Konzession). Trotz eines strikten Drogenverbots konnten Jugendliche hier unter anderem an Heroin gelangen. In der Nähe des Sound befand sich an der Kurfürstenstraße der sogenannte Babystrich. In der Umgebung der Diskothek herrschte reger Autoverkehr, Freier hielten Ausschau nach Mädchen und/oder Jungen. Um den Handel und Konsum im Sound einzudämmen, wurden die Toilettentüren wie Western-Saloon-Türen (halbhoch) angelegt, damit sich niemand unbeobachtet fühlen konnte, insbesondere beim Fixen. Trotz vieler Gegenmaßnahmen wurde das Sound immer wieder von Razzien heimgesucht. Aufgrund von Problemen mit dem Finanzamt musste das Sound schließlich geschlossen werden.
Das Sound hatte nicht nur Anhänger, sondern auch erbitterte Gegner, sowohl von offizieller als auch von privater Seite. Berlins Regionalfernsehen SFB berichtete mit dem Ton der Empörung von Razzien. Es gab Gruppen, die mit Flugblattaktionen versuchten, der Diskothek ein Ende zu bereiten, und erbitterte Kleinkriege wurden ausgetragen. Die Auseinandersetzungen nahmen teilweise sehr bizarre Formen an: So wurde einem ehemaligen Türsteher nachts die Wohnungstür im 4. Geschoss mit Ziegelsteinen und schnellbindendem Zement zugemauert.
Die Berliner Nachtszene war allerdings immer wieder von dem Ruf des Sound magisch angezogen worden. Gäste wie Mick Jagger oder David Bowie besuchten diese Diskothek, auch das Fernsehen zeigte immer wieder Interesse an dieser Szene. So wurde ein Bericht für die Sendung 45 Fieber im Sound gedreht, um die damalige Metal-Szene näher zu beleuchten.

### 1980er Jahre

Sound-Plakat und Aufkleber ab 1984

Eine erneute Öffnung unter anderer Bewirtschaftung stieß auf offizieller Seite sowie bei der Hausverwaltung wegen des darüber liegenden Altenwohnheims auf wenig Gegenliebe. Erst unter diversen Auflagen und Zugeständnissen konnte das Sound 1981 durch die DIGA Gastronomie GmbH wieder eröffnet werden. Auf Höhe der Genthiner Straße befanden sich nun nur noch der Eingang, die Toiletten und ein Café. Im unteren Bereich gab es zwei Tresen, eine Sektbar, die Teestube, das Bistro und das Kino, in dem nonstop aktuelle (Video-)Filme gezeigt wurden. Aus urheberrechtlichen Gründen gab es keine Möglichkeit des Mitschnittes von Musik mehr.
Letztlich fand diese Ära durch eine Brandstiftung in den unteren Räumen im Jahr 1988 ein Ende.

## Remakes

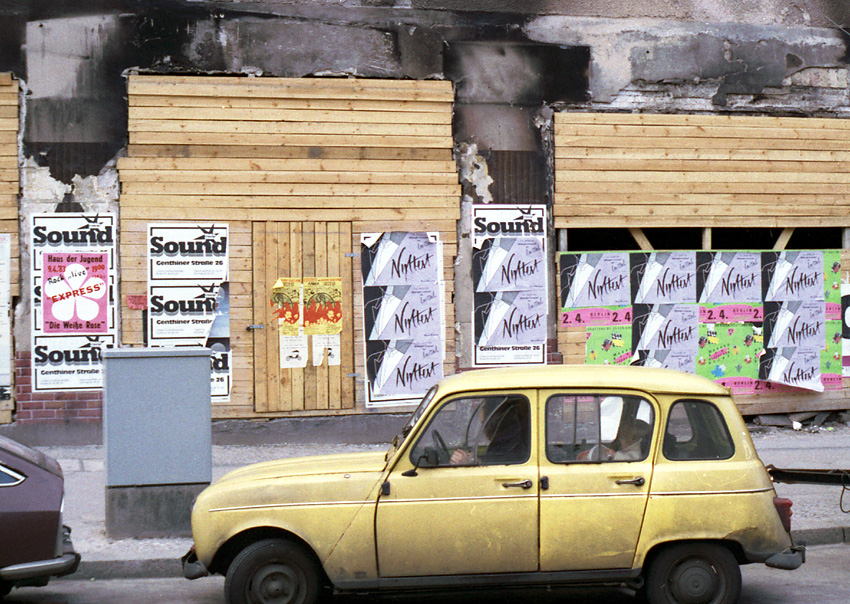
Sound-Plakate in der Hauptstraße in Schöneberg, April 1983

Es gab auch mehrere Anläufe, wieder ein Sound in Berlin zu eröffnen. Nach der endgültigen Schließung des Sound in der Genthiner Straße gab es ein kurzes Comeback in der Joachimstaler Straße über der Diskothek Ku’dorf. Nach ein paar Monaten war dieser Versuch durch interne Probleme gescheitert. Nach einem groß dimensionierten Neuanfang am 6. Dezember 2001 über mehrere Etagen in der Miraustraße 16 in Wittenau und einer erneuten Schließung wurde ein vierter Anlauf in der Bismarckstraße 90 in Charlottenburg gestartet. Dieser bisher letzte Versuch ist ebenfalls im Jahr 2007 mit einer Schließung beendet worden. Er hatte aber nicht sehr viel mit der ursprünglichen Diskothek gemeinsam.